# Transgrese

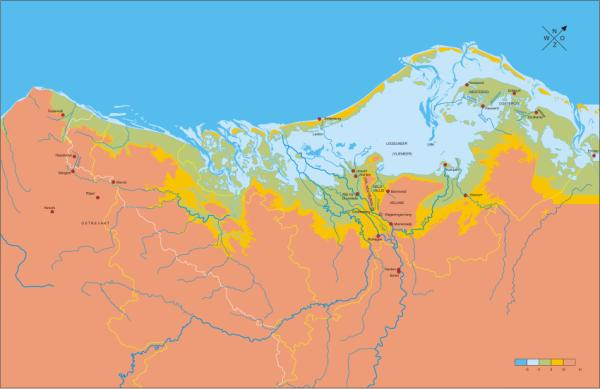
Mapa znázorňuje mořskou transgresi na východním pobřeží Severního moře v letech 250–600 n. l.

Transgrese, neboli pozitivní eustáze je zvýšení mořské hladiny, potažmo zaplavení pevniny. Může být způsobena například horotvornými procesy nebo výraznou změnou klimatu. Opakem je regrese.